# Traité de Madrid (1750)
Pour les articles homonymes, voir Traité de Madrid.

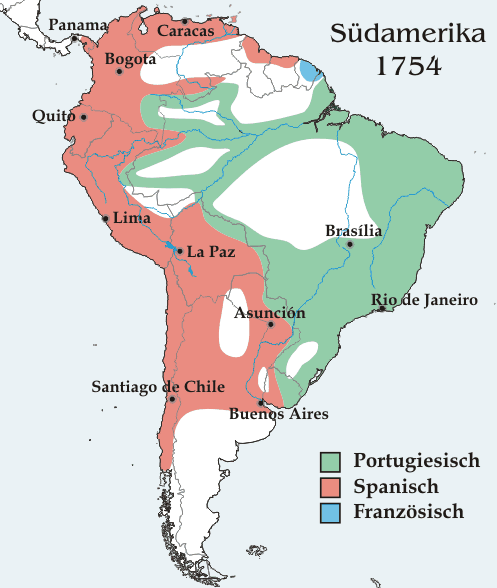
L'Amérique du Sud en 1754 en application du traité de Madrid.

Le traité de Madrid de 1750, dit « traité des Limites », est un accord signé le 1er janvier 1750 par les royaumes d'Espagne et de Portugal au sujet de la délimitation de leurs empires coloniaux respectifs, notamment en Amérique du Sud, où des traités antérieurs, principalement le traité de Tordesillas (1494), fixaient la limite occidentale de l'empire portugais au 46e méridien Ouest (longitude approximative des villes brésiliennes de São Paulo et de Brasilia). 
Le traité de Madrid officialise l'expansion de la colonie du Brésil à l'ouest du méridien de Tordesillas, où, à cette date, les Portugais sont déjà installés notamment à Curitiba (depuis 1649) et à Porto Alegre (depuis 1734).

## Contexte

### Le traité de Tordesillas (1494)
Le traité de Tordesillas est signé en 1494 à une époque où, à la suite du premier voyage de Christophe Colomb, on ne connait du nouveau monde que quelques îles des Caraïbes, notamment Hispaniola, première colonie espagnole outre-Atlantique. La limite choisie par le pape Alexandre VI, en accord avec les intéressés, correspond au méridien de longitude 46° 37' Ouest, bien à l'est des Caraïbes, qui reviennent donc à l'Espagne.

### Portugais et Espagnols en Amérique du Sud (1494-1750)
Les Espagnols s'implantent solidement au Mexique (vice-royauté de Nouvelle-Espagne, 1535) et au Pérou (vice-royauté du Pérou, 1542). Sur la côte est de l'Amérique du Sud, ils s'installent sur le Río de la Plata à Buenos Aires en 1535, mais sans développer fortement ce site.
La côte brésilienne, découverte en 1500, revient aux Portugais, qui commencent à s'y implanter, notamment à Recife (1537), Salvador (1548) et São Paulo (1554).
La limite nord du domaine portugais est située sur l'île de Marajó. La découverte de l'Amazone au-début du XVIe siècle et l'échec de la colonisation espagnole dans cette région, notamment l'échec de Francisco de Orellana (1490-1545), ouvre la voie à l'expansion portugaise sur ce fleuve. 
En 1580, le roi d'Espagne Philippe II devient aussi roi de Portugal, de sorte que les hostilités sont suspendues jusqu'au retour du Portugal à l'indépendance en 1640 après la guerre de Restauration. Dès lors, les Portugais s'installent sans rencontrer d'opposition à l'ouest du méridien de Tordesillas, notamment à Curitiba (1649), Colonia do Sacramento (1680) et Porto Alegre (1735). Colonia do Sacramento est particulièrement provocatrice pour l'Espagne, car elle se trouve face à Buenos Aires. Elle est donc l'enjeu de plusieurs conflits.
Au début du XVIIIe siècle, la découverte d'or dans le Mato Grosso aboutit à une ruée portugaise dans cette région.
De fait, le traité de Tordesillas n'est plus en vigueur, les Espagnols étant incapables de le faire respecter par les Portugais.

### Aménagements du traité de Tordesillas avant 1750
En droit international, les traités d'Utrecht de 1713, à la fin de la guerre de Succession d'Espagne, entre la France de Louis XIV et l'Espagne de Philippe V (petit-fils de Louis XIV) d'une part, le Royaume-Uni d'autre part, sont la première atteinte officielle au traité de Tordesillas : pour contrecarrer les ambitions françaises dans le bassin de l'Amazone, les Anglais imposent la reconnaissance par l'Espagne et la France de la souveraineté portugaise sur les deux rives du fleuve. 

## Suites
Lors des opérations de fixation de la nouvelle frontière, les troupes espagnoles et portugaises se heurtent à la résistance de sept missions jésuites dans la province de la Bande orientale (actuel Uruguay) au cours de ce qu'on appelle la guerre des Guaranis (1754-1756). Ce problème est réglé par le traité de San Ildefonso (1777), qui attribue cette région à l'Espagne. Ces événements sont évoqués par le film Mission de Roland Joffé (1986).

## Cartes

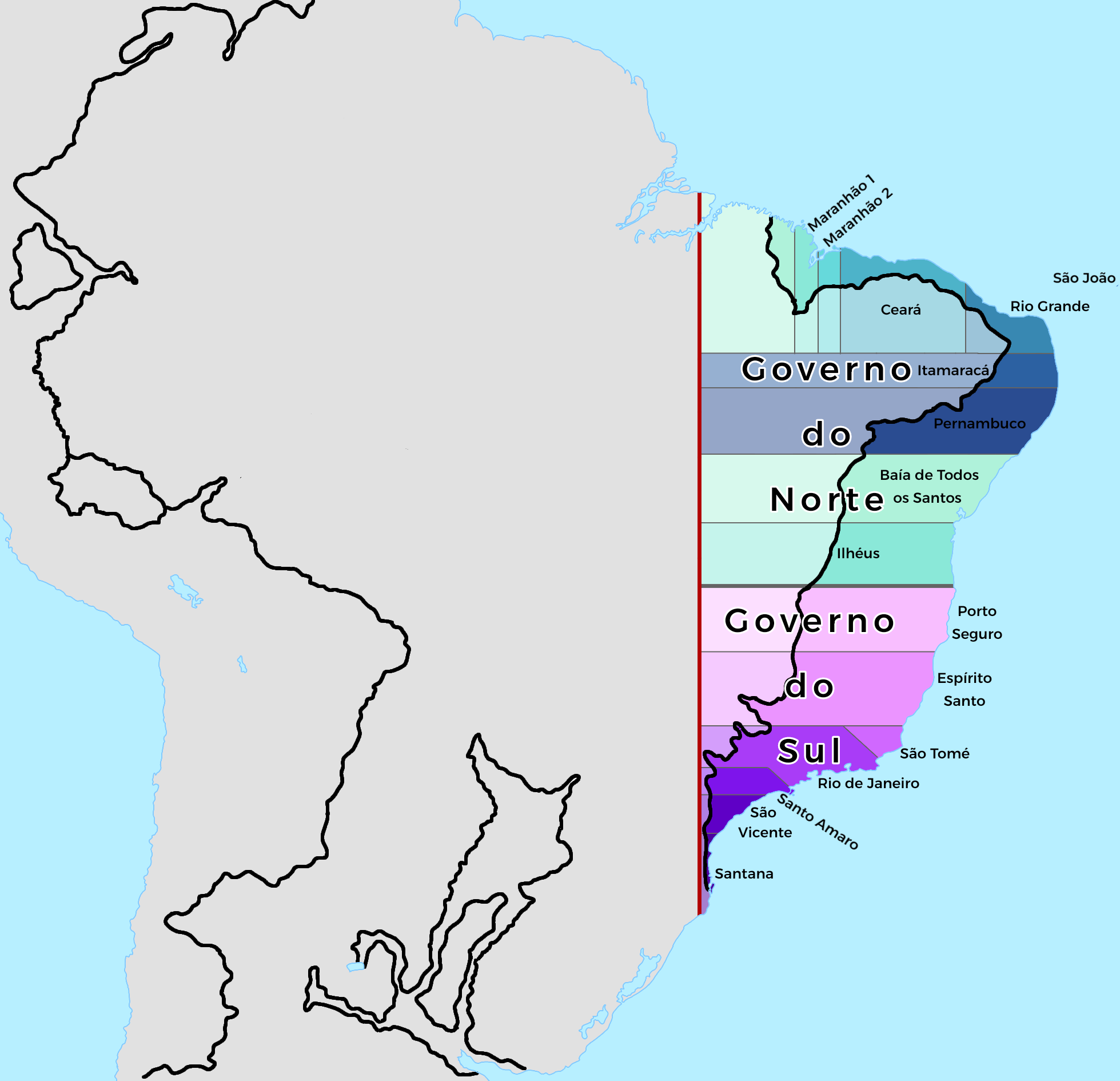
Les territoires portugais en 1572 selon le traité de Tordesillas.
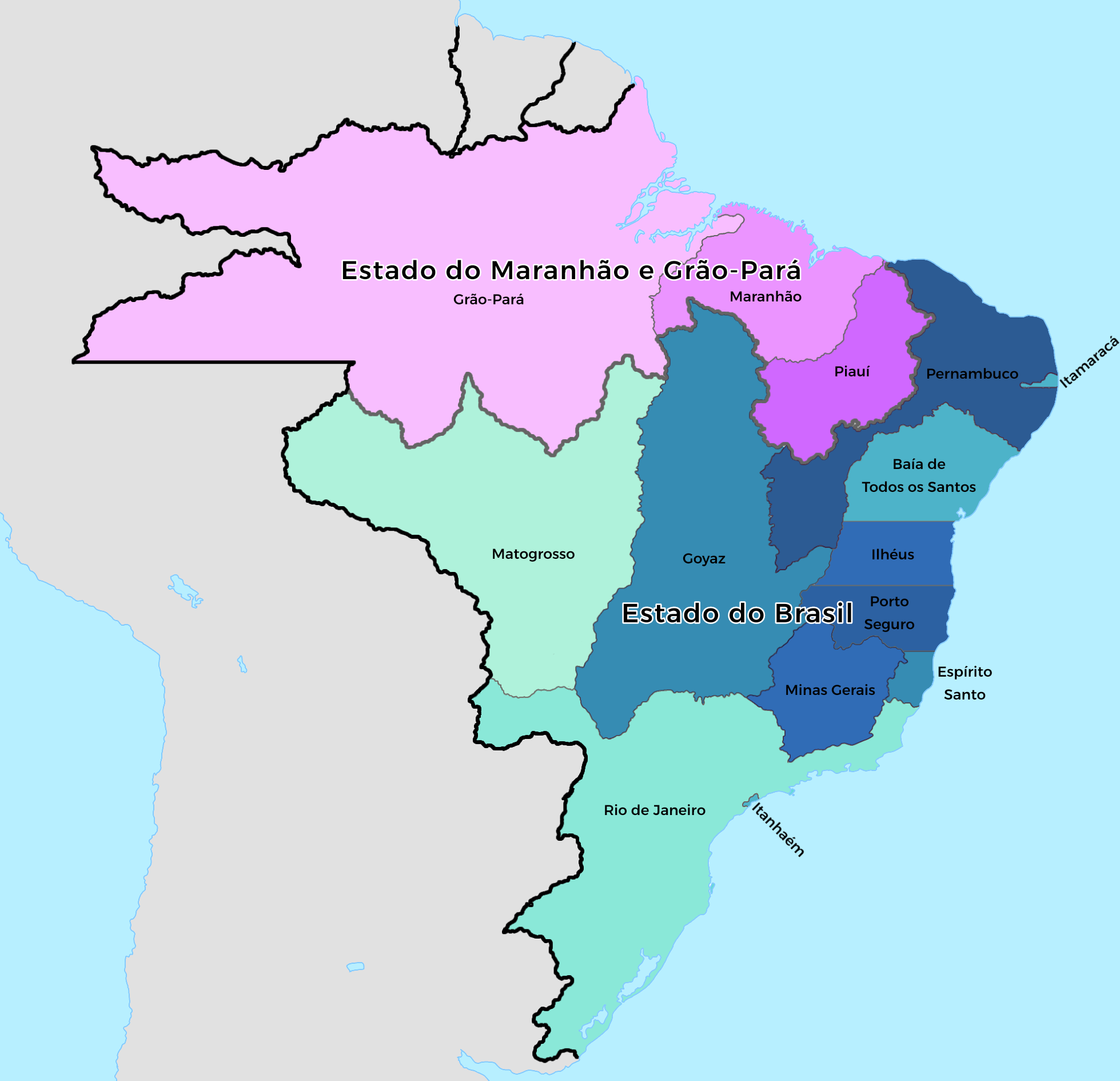
Les territoires portugais en 1750 selon le traité de Madrid.